# Alvin et les Chipmunks
Pour les articles homonymes, voir Alvin.
 (juin 2018).
Alvin et les Chipmunks est un groupe de musique fictif, créé aux États-Unis en 1958. Il est composé de trois tamias (« chipmunks » en anglais) : Alvin, Simon et Théodore, aidés de leur père adoptif Dave Seville.
Le groupe commercialise plus d'une quarantaine d'albums depuis 1958. Les Chipmunks possèdent une voix très aiguë, résultat d'une augmentation de la hauteur du son tout en gardant le tempo des enregistrements des comédiens les doublant,.

## Histoire

### Création et conception
En 1958, Ross Bagdasarian Sr. écrit et interprète, sous le nom David Seville, une chanson appelée Witch Doctor.
La chanson comporte des paroles inintelligibles comme « Oo-ee, oo-ah-ah, ting-tang, walla-walla, bing-bang », et avec une voix aigüe et rapide à la fois,. Elle se classe numéro 4 des chansons les plus populaires de l’année 1958 aux États-Unis.
Inspiré par cette chanson, Ross Bagdasarian Sr. écrit, encore sous le nom David Seville, la chanson "The Chipmunk Song", dans laquelle il a inséré pour la première fois Alvin et les Chipmunks, qui fut un succès.

### Débuts à la télévision (1961-1962)
La première série télévisée à mettre en scène aux personnages est The Alvin Show (en). Les Chipmunks adoptent leur apparence définitive. La série est diffusée entre 1961 et 1962 et fait partie d'une des séries d'animation à être diffusée le soir sur CBS. La série ne connait pas le succès d'audience escompté et elle est annulée après une saison. Pourtant, la diffusion de la série en syndication rencontre plus d'audience que la première diffusion.

### Renaissance des Chipmunks et Un Noël de Chipmunk (1969-1982)
À la mort de Ross Bagdasarian Sr. en 1972, son fils Ross Bagdasarian Jr. reprend la franchise. Alvin et les Chipmunks ont depuis fait autant de reprises (dans les films live et les disques suivants) que de chansons propres (dans les séries d'animations de 1983 et de 2015). En 1981, Les Chipmunks reviennent à la télévision dans le Spécial télévisé Un Noël de Chipmunk diffusée sur la NBC.

### Alvin et les Chipmunks (1983-1990)
Le 17 septembre 1983, une deuxième série d'Alvin et les Chipmunks, produite par Ruby-Spears Productions est diffusée sur la NBC. La série totalise huit saisons jusqu'en 1990. Dans la première saison, la série marque la naissance des Chipettes, les versions féminines des Chipmunks.
Pendant la cinquième saison de la série, le premier film d'Alvin et les Chipmunks, Les Aventures des Chipmunks (The Chipmunk Adventure) réalisé par Janice Karman et Ross Bagdasarian Jr. sort en 1987. Dans le film, Les Chipmunks et les Chipettes s'affrontent dans une course autour du monde.
Dans la sixième saison (1988-1989), la production de la série est passée à DIC Entertainment (1988-1990) et Murakami Wolf Swenson (1988). En 1990, la série aborde le titre Le Cinéma des Chipmunks (The Chipmunks Go to the Movies). Chaque épisode de cette saison est une parodie d'un film hollywoodien comme Retour vers le futur, King Kong ou Batman. Après la fin de la huitième saison, la série est annulée. Le 21 avril de la même année, les Chipmunks font leur apparition au côté d'autres personnages de dessins animés célèbres (comme Bugs Bunny, Garfield, etc.) dans un téléfilm contre la drogue Les Personnages animés préférés à la rescousse (Cartoon All-Stars to the Rescue).

## Séries d'animation
Plusieurs séries d'animation mettent en scène Alvin et les Chipmunks.
La première série, intitulée The Alvin Show (en) (Le spectacle d'Alvin) et produite par Format Films pour Bagdasarian Film Corporation, a été diffusée aux États-Unis entre 1961 et 1962. Elle montre les personnalités du groupe original et de leurs voix, ainsi qu'une représentation animée de David Seville, qui était une caricature de Bagdasarian lui-même. Elle a également intégré le scientifique Clyde Crashcup et son assistant Leonardo. La série n'a pas eu de succès et a été supprimée après une seule saison. Bien que diffusée en noir et blanc, elle a plus tard été remastérisée et diffusée en couleurs en une cinquantaine d'épisodes.
Une seconde série produite par Ruby-Spears Productions, Alvin et les Chipmunks, est diffusée aux États-Unis entre 1983 et 1991. Elle raconte les péripéties des trois Chipmunks dans toutes sortes d'aventures, agrémentées de concerts de rock et de la morale de David. Devant le succès, huit saisons sont produites. Dans la première apparaissent trois personnages féminins nommés les Chipettes, dont le physique est principalement inspiré des Chipmunks originaux : Brittany, Jeanette et Eléonore.
Une troisième série, Alvin et les Chipmunks créée par Janice Karman et produite par Bagdasarian Productions a été diffusée aux Etats-Unis depuis août 2015 et devancée en diffusion par différents pays. C'est une reprise de la série d'animation homonyme de 1983.

## Personnages principaux
- Alvin Seville : Il est le cadet des Chipmunks. Alvin est le chanteur principal du groupe. Il veut tout faire pour devenir célèbre. Il est la cause essentielle des mésaventures du groupe. Il est un peu égoïste mais il a un bon cœur et est prêt à tout pour aider ses frères, Simon et Théodore, ne supportant qu'on puisse leur nuire. Sa fourrure est de couleur brun clair, son pull est rouge avec un A jaune et ses yeux sont marrons. Il semble avoir un faible pour Brittany. On peut le voir dans la salle de spectacle (dans Alvin et les Chipmunks 2), quand il dit que sa couleur préférée est le rose, il pense à Brittany. Ils ne s'entendent parfois pas très bien. Dans la série des années 80, ils ont une sorte de relation "Je t'aime moi non plus". Sa couleur officielle est le rouge.

- Simon Seville : Il est l'aîné des Chipmunks. Simon est le plus intelligent et mature de la bande. Il est né environ 3 minutes avant Alvin. Il est souvent en conflit avec ce dernier, et est un peu plus calme et raisonnable que lui. Il lui arrive cependant souvent d'être nerveux. Il est légèrement timide et maladroit. Sa fourrure est brun foncé, son pull est bleu et il a des lunettes bleues et ses yeux sont bleus. Il a un faible pour Jeannette et il tombe amoureux d’elle. Dans Alvin et les Chipmunks 3, il est le petit ami de Jeannette. Sa couleur officielle est le bleu.

- Théodore Seville : Il est le benjamin des Chipmunks. Il aime manger et cuisiner. Il est timide, sensible et très joueur. Il est aussi trop gentil et généreux, a du mal à s'affirmer et ne sait pas dire non. Il rêve de former une famille avec ses frères et Dave. Sa fourrure est blonde orangée, son pull est vert et il a les yeux verts. Il a un faible pour Éléonore et il tombe amoureux d’elle. Ils sont très proches l'un de l'autre. Sa couleur officielle est le vert foncé.

- Dave Seville : Il est le père adoptif des Chipmunks et Chipettes depuis Alvin et les Chipmunks : À fond la caisse. Il est souvent exaspéré par ses « enfants », surtout par Alvin, qui fait plein de bêtises. En revanche, il a un très bon cœur et est prêt à tout pour protéger Alvin, Simon, Théodore et les Chipettes. En effet, les Chipettes ne sont pas ses enfants, plutôt ceux de Béatrice Miller qui les lui a confiés dans la série d'animation de 1983. Il les a sûrement négligées dans la série de films live, mais pour lui, c'est comme si elles font partie de la famille. Dave est l'ex-petit ami de Claire, depuis Alvin et les Chipmunks : À fond la caisse, il a une nouvelle petite amie qui s'appelle Samantha qui a un fils du nom de Miles.

### Les Chipettes
- Brittany Miller : Elle est la cadette des Chipettes. Elle est la chanteuse du groupe les Chipettes et comme Alvin, elle veut être célèbre. Elle est un peu égoïste mais elle a un bon cœur et est prête à tout pour protéger ses sœurs. Elle est habillée d'un T-shirt rose une mini-veste rose clair, une cravate rose foncé et noire, et avec une jupe rose foncé. Elle a un faible pour Alvin et elle tombe amoureuse de lui. Elle a les yeux bleus et les cheveux brun clair (un peu orangés, châtain) placés en queue-de-cheval. Elle a des sentiments cachés pour Alvin. Par exemple, dans Alvin et les Chipmunks 3, elle rougit alors qu'elle est en train de réconforter Alvin. Elle se dispute parfois avec Alvin. Elle est la plus jolie des chipettes. Sa couleur officielle est le rose.

- Jeanette Miller : Elle est l’aînée des Chipettes. Comme Simon, elle est intelligente et porte des lunettes violettes. Mais elle est aussi plus sensible, timide et maladroite que lui, ce qui les différencie. Elle est habillée avec un t-shirt violet, une mini-veste bleue (en jean), une jupe à rayures bleues et mauves. Elle a les cheveux bruns placés en queue de cheval. Elle a aussi un petit ruban mauve dans les cheveux. Ses yeux sont bleu foncé ou violets. Elle a un faible pour Simon, dans Alvin et les Chipmunks 3, elle est la petite amie de celui-ci. Sa couleur officielle est le violet.
- Eléonore Miller : Elle est la benjamine des Chipettes. Comme Théodore, elle adore manger et cuisiner, mais elle est aussi plus sportive que lui et capable de se défendre par elle-même. Elle porte une petite robe vert clair et vert. Elle a les cheveux blonds coiffés en deux petites tresses. Ses yeux sont verts. Elle a un faible pour Théodore et elle essaie d'être plus proche de lui. Sa couleur officielle est le vert.

### Autres
- Ian Hawke : Dans Alvin et les Chipmunks, c'est un homme riche et il est le patron de Jett Records. Il devient aussi l'agent des Chipmunks. Dans Alvin et les Chipmunks 2, il est pauvre et vit dans le sous-sol de Jett Records. Il devient ainsi l'agent des Chipettes. Dans Alvin et les Chipmunks 3, il est déguisé en pélican sur un bateau de croisière. Il n’apparaît pas dans Alvin et les Chipmunks : À fond la caisse.
- Claire Wilson : Elle n'apparaît que dans Alvin et les Chipmunks. C'est l'ex de Dave et elle est journaliste.
- Zoé : Elle n’apparaît que dans Alvin et les Chipmunks 3. Elle est une survivante du crash sur une île et son but est de trouver le trésor qui s'y cache.
- Samantha : Elle n'apparaît que dans Alvin et les Chipmunks : À fond la caisse. Elle est la nouvelle petite amie de Dave. Elle passe des vacances seule avec ce dernier à Miami. Elle a un fils qui s'appelle Miles.
- Miles : Il n’apparaît que dans Alvin et les Chipmunks : À fond la caisse. Il est le fils de Samantha. Les Chipmunks et Miles ont une relation difficile au début mais peu à peu ils deviennent amis. Les Chipmunks et Miles essaient d'empêcher Dave et Samantha de se marier.

- 1984 : The Chipmunks and the Magic Camera[7]
- 2008 : Get Munk'd Tour[8]
- 2015 : Alvin and the Chipmunks: The Musical (avec les Chipettes)[9]

## Filmographie
- 1987 : The Chipmunk Adventure (film d'animation)
- 1999 :  Alvin et les Chipmunks contre Frankenstein (film d'animation)
- 2000 : Alvin et les Chipmunks contre le loup-garou (film d'animation)
- 2003 : Little Alvin and the Mini-Munks (vidéofilm mélangeant prises de vues réelles et marionnettes)[10]
- 2007 : Alvin et les Chipmunks (film live)[11]
- 2009 : Alvin et les Chipmunks 2 (film live)[12]
- 2011 : Alvin et les Chipmunks 3 (film live)[13]
- 2015 : Alvin et les Chipmunks (4) : À fond la caisse (film live)[14]

## Distinctions
- 1959 : Grammy Award de la meilleure chanson pour enfants, de la meilleure performance humoristique et du meilleur enregistrement pour une musique non classique pour la chanson "The Chipmunk Song" (également nommée comme l'enregistrement de l'année)
- 1960 : Grammy Award du meilleur enregistrement pour une musique non classique pour la chanson "Alvin's Harmonica"
- 1961 : Grammy Award du meilleur album pour enfants pour l'album "Let's All Sing with the Chipmunks" (également nommé comme le meilleur enregistrement pour une musique non classique); Meilleure performance humoristique dans une œuvre musicale et meilleur enregistrement pour une musique de style inédit pour la chanson « Alvin for President »
- 2000 : Golden Reel Award de la meilleure musique dans un film sorti directement en vidéo pour le film Alvin et les Chipmunks contre Frankenstein
- 2008 : Kids' Choice Awards du film préféré (reçu par Jason Lee) pour Alvin et les Chipmunks
- 2008 : American Music Award de la meilleure bande son originale d'un film pour Alvin et les Chipmunks 2
- 2010 : Kids' Choice Award du film préféré pour le film Alvin et les Chipmunks 2
- 2012 : Kids' Choice Award du film préféré pour le film Alvin et les Chipmunks 3
- 2019 : Hollywood Walk of Fame dans la catégorie Télévision.

### Nominations
- 1962 : Nomination au Grammy Award du meilleur album pour enfants et le meilleur enregistrement pour une musique de style inédit pour l'album The Alvin Show
- 1963 : Nomination au Grammy Award du meilleur album pour enfants et du meilleur enregistrement pour une musique de style inédit pour l'album The Chipmunk Songbook
- 1966 : Nomination au Grammy Award du meilleur enregistrement pour enfants pour la reprise de la chanson « Supercalifragilisticexpidélicieux »
- 1985 : Nomination au Emmy Award du meilleur programme d'animation pour la deuxième série télévisée d'animation
- 1987 : Nomination au Young Artist Award pour la deuxième série télévisée d'animation dans la catégorie « Meilleure série d'animation et meilleurs épisodes spéciaux »
- 1987 : Nomination au Emmy Award du meilleur programme d'animation pour la quatrième saison de la deuxième série télévisée d'animation
- 1988 : Nomination au Emmy Award du meilleur programme d'animation pour la cinquième saison de la deuxième série télévisée d'animation
- 1988 : Nomination au Young Artist Award dans la catégorie « Meilleur film d'animation » pour le film The Chipmunk Adventure